# 보콜로스 법칙
보콜로스 법칙(boukólos rule)은 인도유럽조어에 있었던 음운 규칙으로, 양순 연구개 파열음 *kʷ, *gʷ, *gʷʰ가 모음 *u나 그에 대응하는 접근음 *w와 연속해 있을 때 연구개 파열음 *k, *g, *gʰ로 이화된다는 것이다. 보콜로스 법칙이라는 이름은 이 법칙이 적용된 사례인 고대 그리스어 단어 βουκόλος (boukolos; 미케네 그리스어 qo-u-ko-ro /gʷou̯kolos/에 대응) ‘소치기’에서 왔다. 이 단어는 인도유럽조어 *gʷou-kolos < *gʷou-kʷolos로 소급된다. 이 단어의 두번째 부분은 원래 *-kʷolos였는데, 이는 비슷하게 형성된 단어인 αἰπόλος (aipólos) < *ai(ǵ)-kʷolos ‘염소치기’와 비교하면 바로 알 수 있다. 이화된 형태 *gʷou-kolos는 켈트조어 *bou-koli-가 되었고 이는 다시 웨일스어 bugail이 되었다. (이화되지 않았더라면 웨일스어에서 -g- 대신 -b-가 나타났을 것이다.)
그리스어 부정극어 οὐκ[ί] (ouk[í])가 또다른 사례일 수 있다. 워런 카우길은 이 단어가 선(先)그리스어 *ojukid < *(ne) h₂oju kʷid에서 왔다고 주장하는데, 대략 ‘너의 삶에서는 아니’라는 뜻이다. 보콜로스 법칙이 적용되지 않았다면 *οὐτ[ί] (out[í])가 되었을 것이다.
게르만어파에서는 특히 성절 공명자음 앞에 삽입된 -u-에 의해 양순 연구개음이 이화된 동사 패러다임에서 보콜로스 법칙의 흔적이 잘 나타난다.
- 고대 고지 독일어 queman ‘오다’ (영어 to come), 과거분사 cuman (영어 come). 게르만조어 *kwemaną 및 *kumanaz으로 소급.
- 고트어 saiƕan, 고대 고지 독일어 sehan ‘보다’ (영어 to see), 과거 복수 sāgun (영어 saw).  게르만조어 *sehwaną 및 *sēgun으로 소급. (-k-가 베르너의 법칙에 따라 -g-로 변했다.)